# Енергозалежна пам'ять
Енергозале́жна па́м'ять (англ. volatile memory, volatile storage або primary storage device) — також відома, як первинний запам'ятувальний пристрій — це комп'ютерна пам'ять, яка потребує живлення для підтримання можливості зберігати інформацію, на відміну від енергонезалежної пам'яті, що зберігає дані і після вимикання живлення.
Більшість видів сучасної оперативної пам'яті є енергозалежними, в тому числі DRAM і SRAM. Пам'ять адресовного змісту і двопортовий ОЗП, як правило, реалізується з використанням енергозалежних пристроїв зберігання. До енергозалежної пам'яті відноситься оперативна пам'ять та кеш-пам'ять.